# الدكتور ليفزي

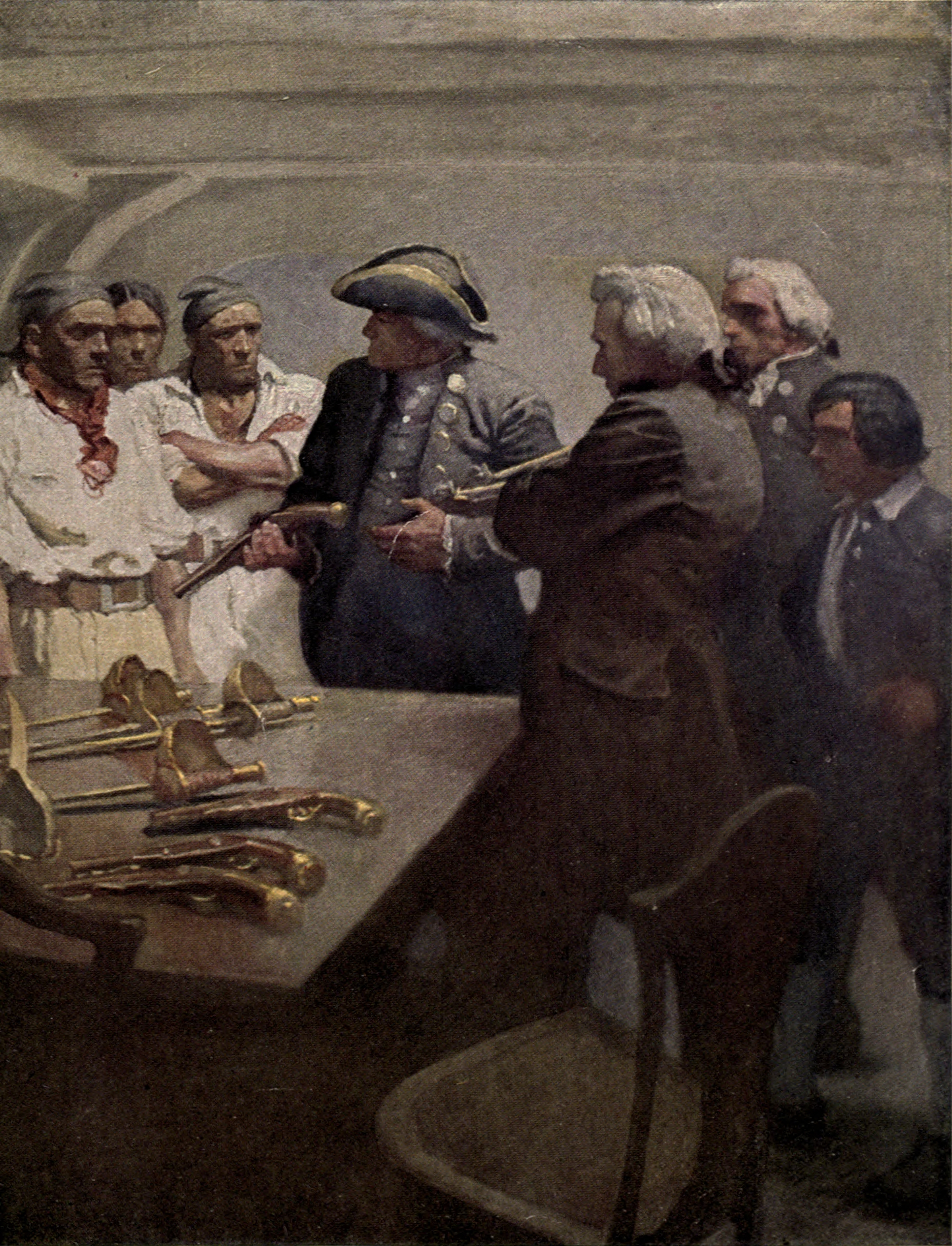
رسم توضيحي بفرشاة نويل كونفرز وايث لطبعة 1911.

الدكتور ديفيد ليفزي هو شخصية خيالية في رواية جزيرة الكنز للكاتب الإسكتلندي روبرت لويس ستيفنسون.
أول ظهور له في الرواية هو حين يأتي لنزل الأميرال بنبو، يثبت شجاعته وقوته حين يحاول القرصان بيلي بونز أن يتنمر عليه. لاحقا عند وفاة بونز واكتشاف خريطة الكنز، يبدأ الدكتور ليفزي بالتخطيط مع العمدة تريلوني لتنظيم رحلة لاستعادة كنز فلينت.
يلجأ جيم هوكنز للدكتور عندما يكتشف مؤامرة القراصنة. يتمكن ليفزي من الحفاظ على برودة أعصابه رغم الخبر المروع الذي أوتي به، فينظم مع القبطان سمولت والعمدة تريلوني فرار الفريق النزيه من السفينة. يروي الدكتور ليفزي نفسه أحداث الهروب من الهيسبانيولا والاستقرار بالبيت الخشبي على الجزيرة.
يثبت الدكتور ليفزي مهارته في القتال عند هجوم القراصنة بقيادة لونغ جون سيلفر على الحصن (ولا عجب في ذلك كونه جنديا محنكا شارك في معركة فونتنوي وهو شاب)، ويتحمل مسؤولية سلامة الرحلة حين يصاب القبطان سمولت بجروحه البليغة. يذهب الدكتور بعد ذلك لمقابلة بن غان وينجح في كسب ولاءه، كما أنه يفاوض هدنة مع سيلفر بتسليمه خريطة الكنز عالما أنها عديمة الجدوى (الشيء الذي لا يعلمه سيلفر)، ولاحقا يتمكن من إنقاذ جيم عند تبادل النار في مخبأ الكنز.
ويجدر القول أن للدكتور ليفزي أكبر فضل في نجاح الرحلة لذكائه وشجاعته وبرودة أعصابه، ومن دونه لكانت الرحلة بأكملها كارثة.